# Geraldo da Mota Reimão
Geraldo da Mota Reimão, mais conhecido como Rubilar foi um dos maiores personagens do desporto paraense. Além de fundador do União Sportiva, Rubilar fez parte do Cordão dos Onze, um seleto grupo de onze remadores que participaram da reorganização azulina de 1911.
Destacou-se por passar a imagem de um atleta polivalente, defendendo as cores do Clube do Remo no futebol, no atletismo e nas regatas. Foi o autor do primeiro gol da história do Clube do Remo - na vitória de 4 a 1 sobre o Guarany, dia 21 de abril de 1913 - e o primeiro gol da história do clássico Re-Pa - Remo 2 a 1 Paysandu, em 14 de junho de 1914, além de sagrar-se pentacampeão paraense de futebol nas temporadas de 1913, 1914, 1915, 1916 e 1917.
No remo, o atleta foi campeão em 1909, 1911, 1912, 1915, 1916, 1917 (duas vezes), 1923 e 1926. No atletismo obteve conquistas em provas clássicas como: "Garantia da Amazônia" em 1917; "Jair Albuquerque" em 1921; "Flávio Vieira" em 1922; e "Periçá" em 1924, 1925 e 1927.
Faleceu aos 61 anos de idade, na madrugada do dia 1 de março de 1947.